# Bukovica (Moravica)
Pour l’article homonyme, voir Bukovica.
La Bukovica (en serbe cyrillique : Буковица) est une rivière de Serbie. Elle est un affluent gauche de la Moravica. Elle fait partie du bassin versant de la mer Noire.
La Bukovica se jette dans la Moravica près du village éponyme de Bukovica, dans la municipalité d'Ivanjica.